# Schloss Thaumiers

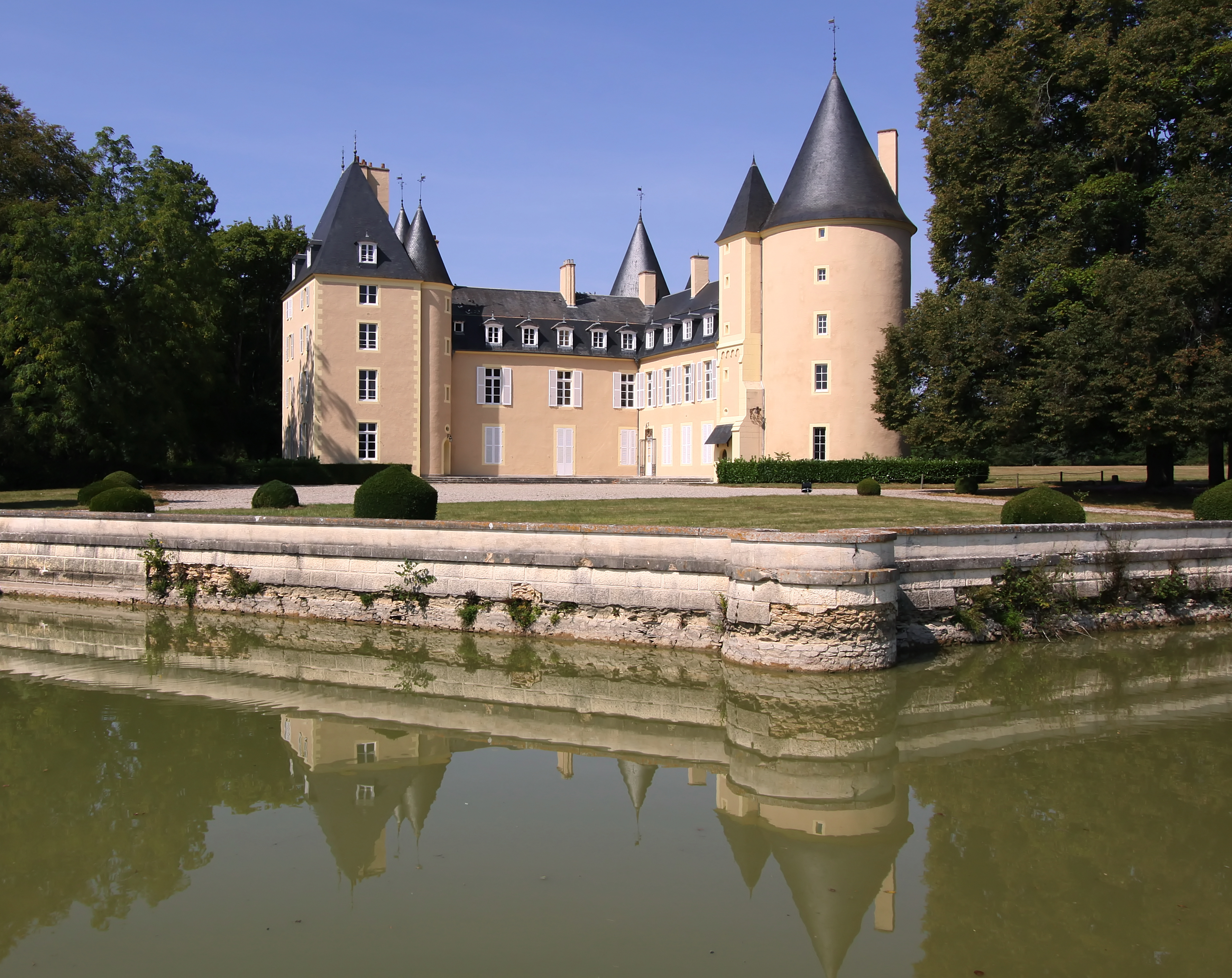
Schloss Thaumiers

Das Schloss Thaumiers (franz. Château de la Forêt) steht in der Gemeinde Thaumiers im französischen Département Cher.
Das Schloss wurde ursprünglich im 15. Jahrhundert an einem Ort mit der Bezeichnung „La Forêt-Thaumiers“ errichtet. Drei Jahrhunderte später wurde es umgebaut und liegt heute, von alten Wassergräben umschlossen, in einem ausgedehnten englischen Landschaftsgarten mit einem kleinen See. Ein Teil des Bauwerks und der Südturm haben die Zeit nicht überdauert. Dadurch öffnen sich heute die beiden verbliebenen, rechtwinklig aufeinandertreffenden Flügel zum großen, von Hecken und Rasenflächen eingefassten Ehrenhof.
Die aktuelle Besitzerin des Anwesens ist die Gesellschaft Château Accueil. Sie unterhält im Schloss einen Hotelbetrieb.
Schloss Thaumiers ist seit Dezember 1979 als Monument historique registriert.